# Ярош, Бедржих
Бедржих Ярош (чеш. Bedřich Jaroš; 2 февраля 1896, Радонице, под Прагой — 7 декабря 1977, Прага) — чешский виолончелист, педагог.
С шестилетнего возраста учился играть на скрипке в Лауне у Эдуарда Треглера, затем с 1910 г. в Пражской консерватории у Штепана Сухи, но в 1912 г. сменил инструмент и до 1922 г. (с перерывом на участие в Первой мировой войне в 1915—1918 гг.) учился у Яна Буриана; занимался также в классе камерного ансамбля у Рудольфа Рейссига и Гануша Вигана. Одновременно в 1919—1921 гг. концертмейстер Чешского филармонического оркестра.
С 1921 г. бессменный виолончелист Квартета имени Ондржичека. Гастролировал в составе квартета во Франции, Германии, Италии, Австрии, Польше, Нидерландах, Швеции и Великобритании, осуществил ряд записей. В 1930-е гг. одновременно выступал в составе фортепианного трио с Франтишеком Даниэлом и Романом Весели. Как солист был первым исполнителем виолончельного концерта Ярослава Ржидки.
С 1927 г. преподавал в Пражской консерватории, с 1950 г. профессор. Среди его учеников, в частности, Евжен Раттаи.